# Korallkobra
A korallkobra (Aspidelaps lubricus)  a mérgessiklófélék családjába tartozó, Dél-Afrikában honos mérgeskígyó.

## Megjelenése

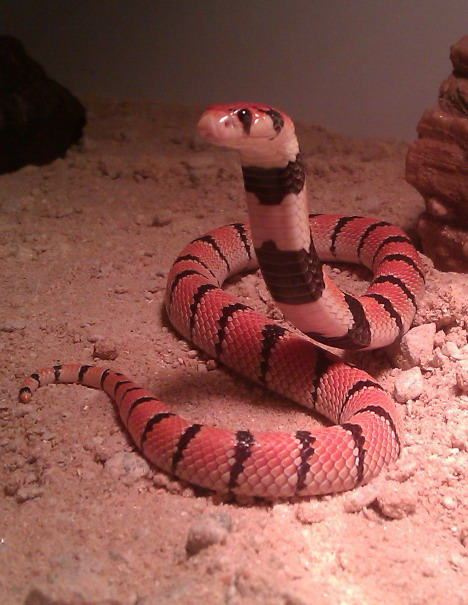
Fiatal hím

A korallkobra kis méretű, karcsú kígyó, hossza többnyire 40–60 cm közötti, de a 75 cm-t nem haladja meg. Feje rövid, széles, a nyaktól kevéssé különül el, a farka rövid. Orrpajzsa egyetlen nagy pikkelyből áll és a homokos földben járatait túrja vele. Szemei közepesen nagyok, pupillája függőleges ovális alakú. Fenyegető pozitúrában kifeszíti a valódi kobrákéhoz hasonlító, keskeny csuklyáját. Alapszíne vöröses-narancssárgától a sárgáig terjed, amelyet számos, széles, az egész törzset körbeölelő, fekete keresztsáv tarkít. Összesen 20-47 sávja lehet.
Két alfaja ismert:
- fokföldi korallkobra (A. l. lubricus) Dél-Afrika Fokföld és Oranje tartományai, Dél-Namíbia
- angolai korallkobra (A. l. cowlesi) Észak-Namíbia, Dél-Angola

Korábban elkülönítették az A. I. infuscatus alfajt is, amelyet ma azonosnak tekintenek az angolai korallkobrával.

## Életmódja

A 18. századi Iconographia Zoologica-ban

Sziklás-homokos pusztaságokban, száraz szavannákon, félsivatagokban él. Éjjeli életmódot folytat, nappal kövek alatt, rágcsálók járataiban húzódik meg és főleg hűvösebb éjszakákon vadászik.
Zsákmányát elsősorban azok szaga alapján találja meg. Kis gerincesekre, főleg gyíkokra vadászik, beleértve a lábatlan szkinkeket; ezenkívül ha teheti megfogja a kisebb rágcsálókat vagy nála kisebb kígyókat. Fogságban egerekkel etethető.
Ha fenyegetve érzi magát, a kobrákhoz hasonlóan törzse elülső részét felemeli, csuklyáját szétfeszíti, hangosan sziszeg és a támadó felé csapkodva próbálja azt elriasztani. Ideges, agresszív faj, hamar támad, de a fenyegető csapkodás során többnyire zárva tartja a száját és ritkán mar.
A vadon élő korallkobrák szaporodásáról csak kevés információ áll rendelkezésre, de fogságban könnyen szaporítható. Párzási időszaka télen kezdődik, amikor a hőség kevésbé akadályozza mozgását. A nőstények május-júniusban rakják le 3-11 tojásukat, amelyek átlagosan 65 nap múlva kelnek ki. Az újonnan kikelő kobrák 17–18 cm hosszúak. Néha évente kétszer is szaporodnak.
Élettartama kb. 9 év.

## Mérge
A fogságban tartott példányoktól egyszerre 27–71 mg (átlagosan 55 mg) mérget fejnek le. Összetétele nem ismert, de hasonló a valódi kobrákéhoz. Patkányoknál az idegrendszerre hatva bénulást okoz, ami légzési nehézségekhez, végül pedig pusztuláshoz vezet. Ember esetében marása még nem okozott halált és ellenszérumot sem készítenek ellene.